# Flavius Orestes
Flavius Orestes (død 28. august 476) var en romersk politiker, som menes at have været af germansk afstamning. Han var søn af Tatulus, og svigersøn til den Romulus, der tjente som den militære leder af Noricum (Dux Norici). Som ung blev han optaget i hoffet omkring hunnerkongen Attila og opnåede sin højeste position som diplomat.
I 475 e.Kr. blev Orestes udpeget som "Soldaternes Mester" af den Vestromerske Kejser Julius Nepos. Det skulle vise sig at være en fejltagelse fra kejserens side. Den 28. august 475 lykkes det Orestes at få kontrol med Ravenna, hovedstaden af Det Vestromerske Rige siden 402 e.Kr. Julius Nepos flygtede til Illyrien (det nuværende Dalmatien), hvorfra han forsatte med at regere indtil sin død i 480.
Orestes var nu de facto hersker over de vestromerske provinser vest for Dalmatien. Men han blev ikke anset for at være en ægte romer og kunne derfor ikke anerkendes på tronen. I stedet for proklamerede Orestes sin søn, Flavius Romulus, som ny kejser den 31. oktober 475. Da Romulus endnu var et barn, fik han kun rollen som galionsfigur, mens Orestes var den virkelige magt bag tronen.
Det kejserlige navn for sønnen, Romulus Augustus, var en dårligt valg, for det bragte mindelser direkte til Romulus, den første konge af Rom, og Cæsar Augustus, den første kejser. Den romerske offentlighed gav ham i stedet navnet "Romulus Augustulus" ("Romulus, lille Augustus").
Den nye regering blev ikke anerkendt hos de rivaliserende, østromerske kejsere, Zeno og Basiliscus, der stadigvæk betragtede Julius Nepos som den legitime medregent i administrationen af kejserdømmet, men da de var involveret i indbyrdes borgerkrig, var ingen af dem opsat på at indlede en krig mod Orestes.
Orestes havde mulighed for at udstede nye solidi i møntfaciliteterne i Arles, Milano, Ravenna og Rom. Derved kunne han betale de fremmede lejesoldater, som udgjorde ligevægten overfor den den romerske hær. Da Orestes nægtede at give land til de heruliske, skiriske og torkiliske lejesoldater, hvor de kunne bosætte sig, gjorde de oprør under kommando af den germanske høvding, Odoaker. De proklamerede ham som deres konge den 23. august 476, og han ledede dem mod deres tidligere arbejdsgiver. Orestes blev fanget nær Piacenza, og han blev hurtigt henrettet. Vejen til Ravenna var nu åben for Odoaker.
1. ↑  Navnet er anført på bokmål og stammer fra Wikidata hvor navnet endnu ikke findes på dansk.
2. ↑  Navnet er anført på engelsk og stammer fra Wikidata hvor navnet endnu ikke findes på dansk.
3. ↑  Navnet er anført på engelsk og stammer fra Wikidata hvor navnet endnu ikke findes på dansk.